# Jim Burt
(en) Statistiques sur pro-football-reference
James P. Burt (né le 7 juin 1959 à Orchard Park, New York) est un joueur américain de football américain ayant évolué au poste de defensive tackle dans la National Football League (NFL) entre 1981 et 1991. Il remporte deux Super Bowls (XXI et XXIV) et est sélectionné à une reprise au Pro Bowl en 1986.